# Sine (cours d'eau)
Pour les articles homonymes, voir Sine.
Le Sine (ou Siin) est un fleuve du Sénégal. Il se jette dans l'océan Atlantique avec le Saloum dans le delta du Sine-Saloum. Il porte ce nom en hommage au Royaume du Sine situe dans la même contrée.